# Divismo

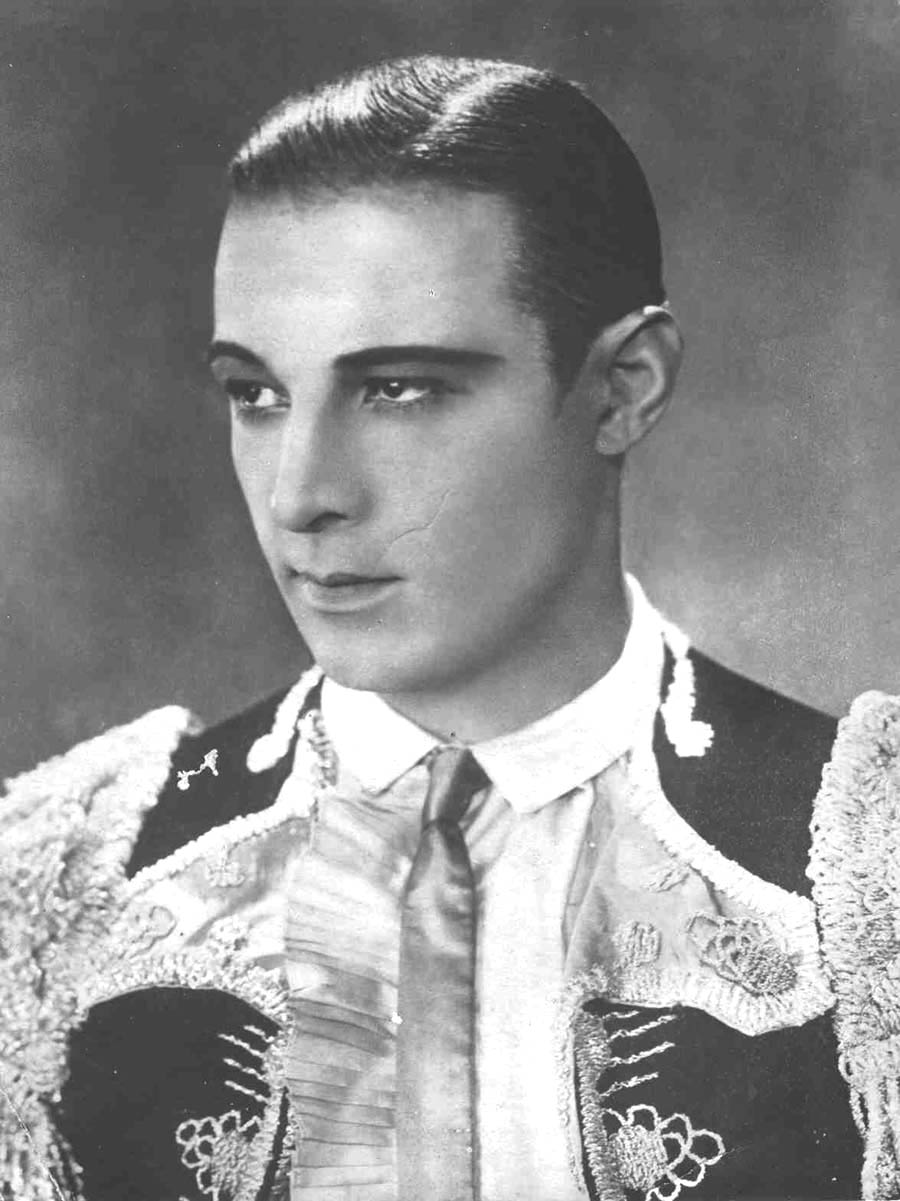
Rodolfo Valentino

Il divismo è un fenomeno di costume iniziato nel XIX secolo che consiste, essenzialmente, in un processo di quasi divinizzazione dei protagonisti di teatro, cinema, musica, sport, la cui immagine diventa un'icona altamente simbolica e onnipresente nella vita della gente comune, quasi pari alle icone religiose dei secoli passati: le persone che provocano tale fenomeno vengono definite divi e dive, uomini e donne, ossia celebri personaggi che sono sostenuti da numerosi ammiratori entusiasti, i quali sono identificati con il termine fan dagli anglofoni. In questo articolo si descrive il divismo riguardante teatro e cinema.
Precedentemente si erano avuti, verso gli attori di teatro, fenomeni di ammirazione tali da farli divenire divi, sebbene il termine divismo non fosse stato ancora elaborato e utilizzato per tali situazioni: si pensi al francese François-Joseph Talma, agli inglesi Edmund Kean e David Garrick o alle attrici Sarah Bernhardt ed Eleonora Duse solo per citare alcuni esempi celebri.
Il divismo cinematografico nacque forse in Italia, dove era presente una delle prime industrie cinematografiche già dagli anni 1910. In seguito divenne un fenomeno prettamente americano, con lo sviluppo di Hollywood e delle grandi case di produzione, che vedevano nei "divi" una sicura fonte di guadagno.

## Antecedenti

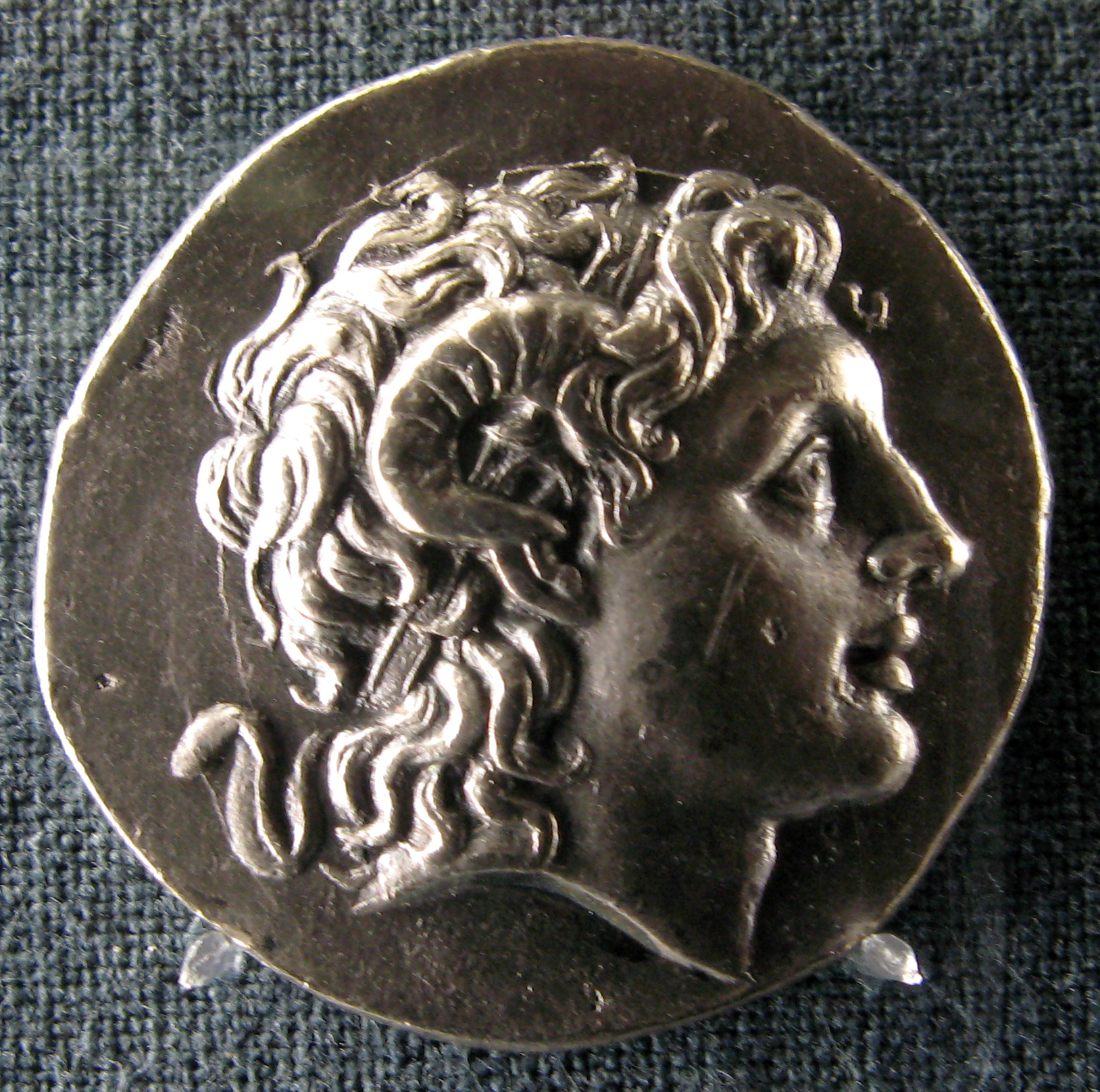
Moneta ellenistica con Alessandro Magno indossante il diadema e le corna di Zeus Ammone

Il primo progetto di divinizzazione della propria immagine in Occidente risale ad Alessandro Magno, che si ispirò ai sovrani egizi e orientali. Essenzialmente si trattava di riempire l'impero di sue immagini che venivano assimilate alle statue venerate nei templi. In un mondo scarsamente popolato da immagini e oggetti figurati, tali rappresentazioni assumevano un valore particolarmente significativo per il popolo. Alessandro si era fatto rappresentare anche con attributi divini, come le corna di Ammone, alimentando l'idea della sua natura semi-divina.
Alessandro Magno ispirò profondamente non solo i condottieri e i sovrani della sua epoca, ma anche diversi imperatori romani, che ne ereditarono il modello di sovranità carismatica e semi-divina. Augusto, in particolare, fece collocare statue che lo rappresentavano in tutto l’Impero, attribuendo alla propria immagine una sensazione di onnipresenza ultraterrena. Questa strategia iconografica non mirava solo alla propaganda politica, ma tendeva a trasformare la figura dell’imperatore in un’entità quasi sacra, presente ovunque e al di sopra del comune cittadino.
In epoca imperiale romana, il processo si formalizzò con il culto imperiale, attraverso il quale alcuni imperatori venivano divinizzati dopo la morte (apoteosi), e in certi casi già in vita, come accadde con Caligola o Domiziano, che si fecero adorare come dei.
La diffusione di busti, statue, ritratti monetali e templi dedicati all’imperatore non solo consolidava il controllo politico, ma creava una vera e propria religione civile, in cui l’immagine del sovrano assumeva un’aura di sacralità e intoccabilità. Questa strategia segna uno dei primi esempi storici di come l’immagine di una persona reale, diffusa sistematicamente su larga scala, possa essere usata per creare un'aura di eccezionalità, carisma e distanza dal comune.

## Divi teatrali

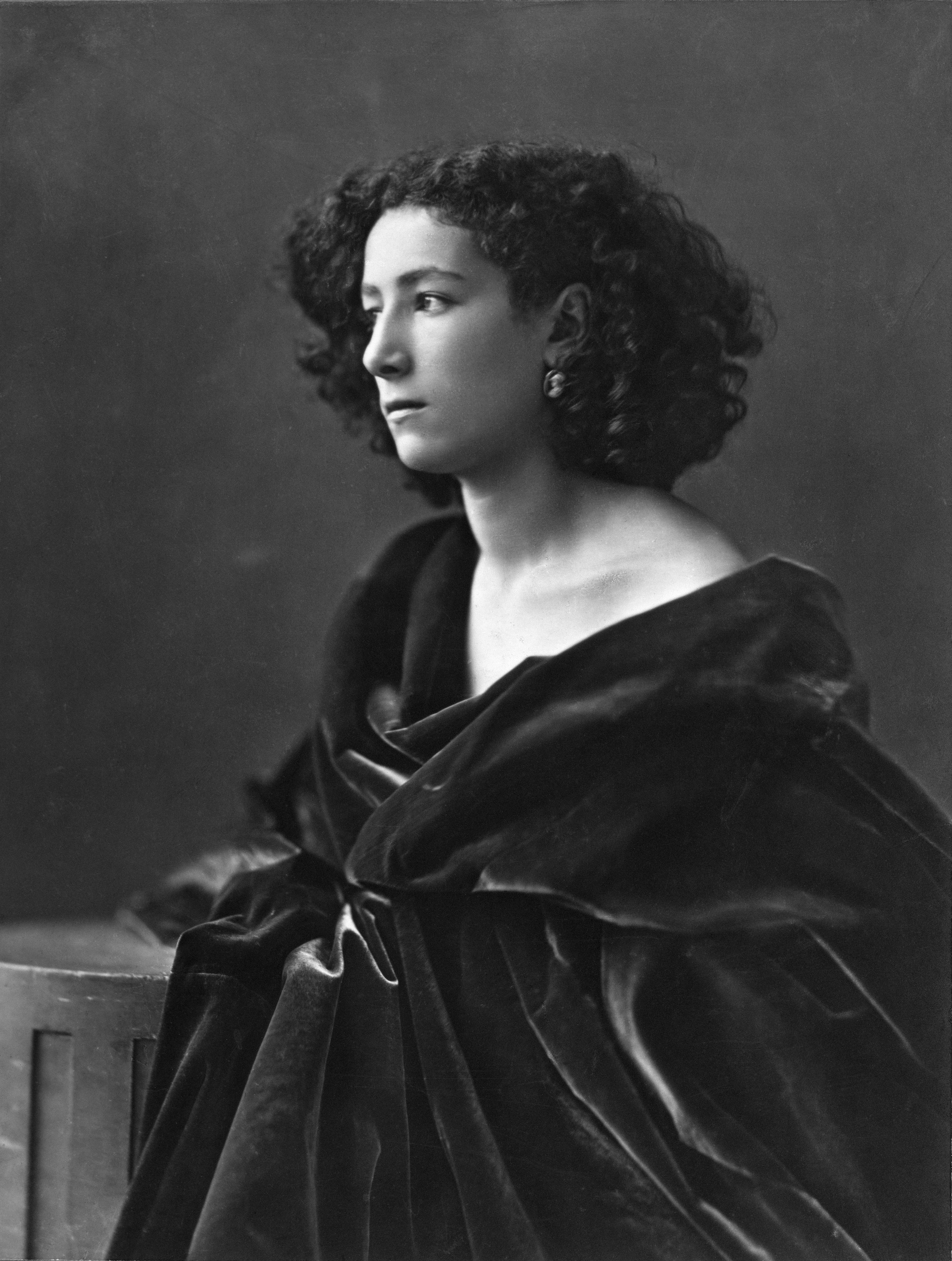
Sarah Bernhardt, la prima diva del teatro

La popolarità di alcuni attori teatrali tra la fine del XIX e l’inizio del XX secolo ha portato a considerarli i primi divi dell’epoca moderna, veri e propri pionieri del fenomeno del divismo prima ancora dell’avvento del cinema. In un periodo in cui la fotografia e la stampa stavano trasformando la comunicazione, questi attori divennero figure di culto, capaci di attirare l'attenzione non solo del pubblico, ma anche di giornalisti, illustratori e fotografi, contribuendo a creare una vera e propria mitologia intorno alla loro persona.
Il processo ebbe inizio già intorno al 1820, quando le tradizionali compagnie di repertorio — in cui gli attori ricoprivano ruoli fissi e ruotavano attorno a testi predefiniti — iniziarono a trasformarsi in compagnie “a stella”, strutturate attorno a un attore celebre che ne diventava il fulcro artistico e commerciale. Entro il 1890, questo modello si era affermato a livello internazionale, consacrando definitivamente la figura dello star actor come elemento trainante del successo teatrale.
Un esempio emblematico è Sarah Bernhardt, forse la più celebre attrice della seconda metà dell’Ottocento. Definita “la divina”, Bernhardt fu una pioniera nell’usare la propria immagine pubblica per costruire un’identità carismatica e inconfondibile. Si esibì in tournée in Europa, America e perfino in Sud America, portando il proprio nome ben oltre i confini francesi. La sua figura affascinava per l’intensità della recitazione, ma anche per il personaggio eccentrico e moderno che incarnava: fu tra le prime a farsi fotografare in costume di scena, a recitare in ruoli maschili (come Amleto), e perfino a registrare la propria voce su cilindri fonografici, contribuendo a fissare la sua presenza nell’immaginario collettivo.
Accanto a lei, altri attori divennero veri fenomeni di massa: Eleonora Duse in Italia, famosa per uno stile recitativo più intimista e introspettivo, spesso contrapposto a quello estroverso e declamatorio della Bernhardt; oppure Tommaso Salvini e Ernesto Rossi, interpreti shakespeariani che portarono il teatro italiano in tournée internazionali, suscitando grande entusiasmo anche nei teatri inglesi e americani.
Questo nuovo tipo di fama, legata all’individualità dell’attore e alla sua capacità di attrarre il pubblico come personalità unica e irripetibile, pose le basi per il successivo divismo cinematografico. Già nel teatro ottocentesco si delineavano quindi i tratti fondamentali della star moderna: esibizione pubblica, culto dell’immagine, diffusione mediatica e rapporto carismatico con il pubblico.

## Divismo cinematografico
Il divismo rinacque con maggiore forza in ambito cinematografico negli anni venti, grazie all'intensa collaborazione tra cinema e gli altri mass media (giornali, riviste, rotocalchi, radio, industria musicale). La popolarità del cinema non poteva essere paragonata a quella del teatro, perché la diffusione capillare di un film di successo rendeva gli attori popolari davanti a un pubblico straordinariamente vasto, ben più della somma degli spettatori che avrebbero potuto assistere a tutte le performance teatrali di un singolo attore, in tutta la sua carriera.

### Nascita del divismo cinematografico (anni dieci)

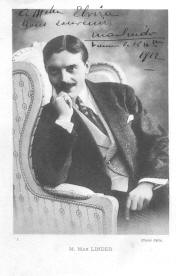
Una foto autografata di Max Linder

Inizialmente gli effetti mediatici del cinema furono una sorpresa: Max Linder, protagonista di una serie di cortometraggi settimanali prodotti dalla Pathé tra il 1905 e il 1911, scoprì suo malgrado l'enorme popolarità raggiunta quando venne accolto da un'inaspettata folla di più di mille persone ad attenderlo a Barcellona nel 1911, che richiese l'intervento della polizia: al ritorno a Parigi chiese ed ottenne il raddoppio della paga annua, e, in una guerra commerciale tra Pathé e un produttore tedesco, arrivò a strappare la cifra astronomica di un milione di franchi all'anno (contro i 7.300 della sua paga iniziale). Il suo successo mondiale era facilitato anche dalla serializzazione dei suoi personaggi e dall'identità tra immagine sullo schermo e immagine reale: questo sarà uno degli elementi chiave del divismo, quello che permette la riconoscibilità da parte del pubblico e la convinzione inconscia di conoscere personalmente l'attore, come se fosse un vicino di casa, ma infinitamente più simpatico o attraente; grazie a questo il pubblico si sente legato e riversa affetto e ammirazione sul personaggio.
In America il primo fenomeno di divismo è legato alla vicenda di Florence Lawrence del 1908, una graziosa attrice soprannominata la ragazza della Biograph, che in una lotta commerciale tra case di produzione venne strappata alla Biograph e, tramite un lancio pubblicitario mai registrato prima nel settore, venne prima diffusa una falsa notizia che la voleva morta in un incidente e poi ri-presentata al pubblico, viva e vegeta, come la rinata ragazza della IMP (una casa di produzione indipendente di Carl Laemmle, quindi più spregiudicata e innovativa). Fu uno dei primi casi in America in cui si cercava di prevedere la popolarità di un film futuro grazie alla presenza di un determinato attore/attrice. Al 1911 risale la prima rubrica, sul Motion Picture Story Magazine, dedicata alle star e ai pettegolezzi sulla loro vita privata.
Ma fu l'Italia il luogo dove nacque e si diffuse la parola "diva", durante la stagione che vide la nascita dell'industria cinematografica italiana negli anni dieci, fino alla creazione di un vero e proprio genere chiamato "diva-film". Le donne fatali italiane si ispirarono alle Vamp (donne-vampiro) scandinave, in particolare ad Asta Nielsen, protagonista nel 1910 del film Abisso, visto ad esempio da Francesca Bertini. Nel 1913 Lyda Borelli girò il primo diva-film Ma l'amor mio non muore di Mario Caserini. Colpì soprattutto il suo ballo sensuale e seduttivo attorno all'uomo, che inaugurò una figura di donna dominatrice e alla ricerca di un nuovo ruolo sociale. Tra le grandi dive del cinema italiano vi furono oltre alle già citate Bertini e Borelli, anche Pina Menichelli, Italia Almirante Manzini e, presa dal teatro, anche Eleonora Duse. In ambito maschile divenne estremamente popolare Bartolomeo Pagano, l'attore di Maciste, dove tornava, come in Linder, la sovrapposizione tra personaggio sullo schermo e persona nella vita reale (suggerita da molti film della serie, dove Pagano-attore è nella vita normale e gli eventi lo fanno diventare Maciste). Altro esempio di divismo maschile nel cinema muto italiano è incarnato da Emilio Ghione, tutt'uno con il celebre personaggio da lui inventato e interpretato, Za la Mort.
Un divo era qualcosa di diverso dall'attore: l'attore può recitare molte parti diverse, mentre un divo è essenzialmente un prodotto legato alla propria immagine, che quindi ripete sempre un medesimo modello nelle varie pellicole.

### L'epoca d'oro del divismo (1920-1933)

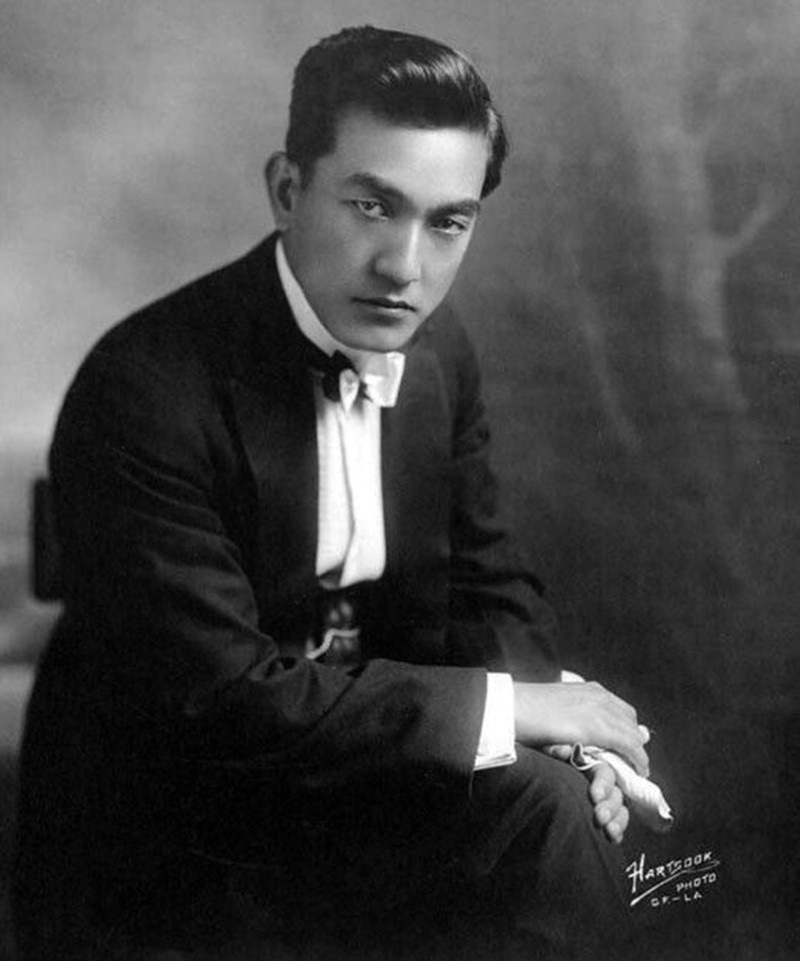
Sessue Hayakawa

Negli anni venti l'industria hollywoodiana decise di puntare con forza sul divismo, che divenne il cardine del sistema produttivo. Un film veniva di solito ideato espressamente per un volto o per un personaggio e le case di produzione tenevano sotto contratto un vivaio di giovani attori fisicamente attraenti, che venivano fatti diventare famosi e poi se ne sfruttava l'immagine in una serie di film appositamente creati. Erano possibili anche i prestiti e le cessioni di divi ad altri studios, ma comunque entro una politica di scambi.
I divi degli anni venti e dei primi anni trenta erano molto conturbanti e trasgressivi, spesso dai tratti esotici, come l'italiano Rodolfo Valentino, la svedese Greta Garbo o la tedesca Marlene Dietrich. Anche grandi artisti quali Charlie Chaplin o Buster Keaton furono delle star, con un'immagine ben studiata.
I divi suscitavano deliri di folla feticista (come ben descritto nel film Il giorno della locusta del 1975, ambientato alla fine degli anni 1930), diventando presto uno dei principali fattori dell'alienazione di massa della società moderna. Il divo sullo schermo, etereo e soprannaturale, era ormai un'immagine del tutto separata dalla persona in carne ed ossa, che recitava e lavorava come le persone normali.
Una prima riflessione sui divi e sui loro volti ebbe luogo in Francia, a proposito della "fotogenia", intesa come qualità morale che traspariva con forza dall'immagine filmica dell'attore. Il dibattito, che ebbe come contributori intellettuali quali Jean Epstein, Belá Belász e Louis Delluc, era nato a proposito dell'attore di origine giapponese Sessue Hayakawa nel film I prevaricatori di Cecil B. DeMille (1915), dove recitava la parte di un bieco collezionista di persone, interpretato con una maschera impassibile ma dallo sguardo fulminante. Ricciotto Canudo scrisse come il divo cinematografico, a differenza di una qualsiasi celebrità del mondo politico o del teatro, ad esempio, viene conosciuto in maniera più profonda, intima: "Ha tradotto in movimento vitale un certo sentimento che ci ha colpito, una certa avventura, che è stata, per la magia dell'arte, la nostra avventura di un'intera serata."

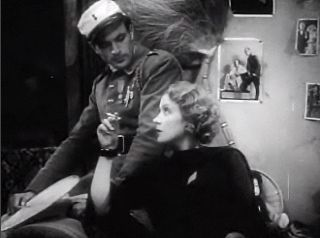
Marlene Dietrich e Gary Cooper

Il primo piano era il momento cruciale della costruzione del divo: il suo volto è il migliore specchio dei valori psicologici del personaggio e genera nello spettatore una vicinanza mentale, investendolo di pulsioni e significati affettivi: il divo tende, in quanto protagonista, ad avere il punto di vista che si trasmette allo spettatore, in una sorta di identificazione gratificante.
Anche nei divi di questo periodo permane un'identità tra immagine filmica e immagine reale. Le idee di bellezza, personalità e bravura che ammantano le star non possono avere presa se non sostenute anche dalle immagini della vita reale: ecco che la Garbo, sempre legata nei suoi film al doppio gioco tra eroina appassionata e fredda calcolatrice, si negò ai media incarnando magnificamente l'idea del mistero; Valentino consegnò la sua immagine al mito con una morte precoce; Chaplin subì nella vita un massacro mediatico che sembrava ricalcare l'eterna vittima Charlot.

### Le star disciplinate (1930-1955)
Tra il 1927 e il 1929 l'industria cinematografica subì due shock che l'avrebbero profondamente e irreversibilmente modificata: l'avvento del sonoro e la grande crisi. I produttori americani seppero però rafforzarsi accentuando l'oligopolio ed entro il 1932 la riconversione delle sale alla nuova tecnologia sonora poteva dirsi completata. Per gli attori il passaggio al sonoro fu un vero spartiacque, che necessitava una trasformazione della tecnica di recitazione, secondo uno stile che non aveva ancora modelli, proprio come all'epoca del cinema delle origini. Le nuove leve puntarono molto sulla voce e sulle qualità canore, mentre la vecchia leva di star doveva rimodellare completamente la propria immagine divistica. Gli studios a quel punto decisero di puntare su un ricambio completo, anche per liberarsi dai contratti ormai onerosi con le vecchie star. Ad esempio Mary Pickford aveva per contratto il diritto a una percentuale sugli incassi. Nel 1931 era già attivo un nuovo parco divistico: su trentuno "star", solo tre appartenevano all'epoca del muto.

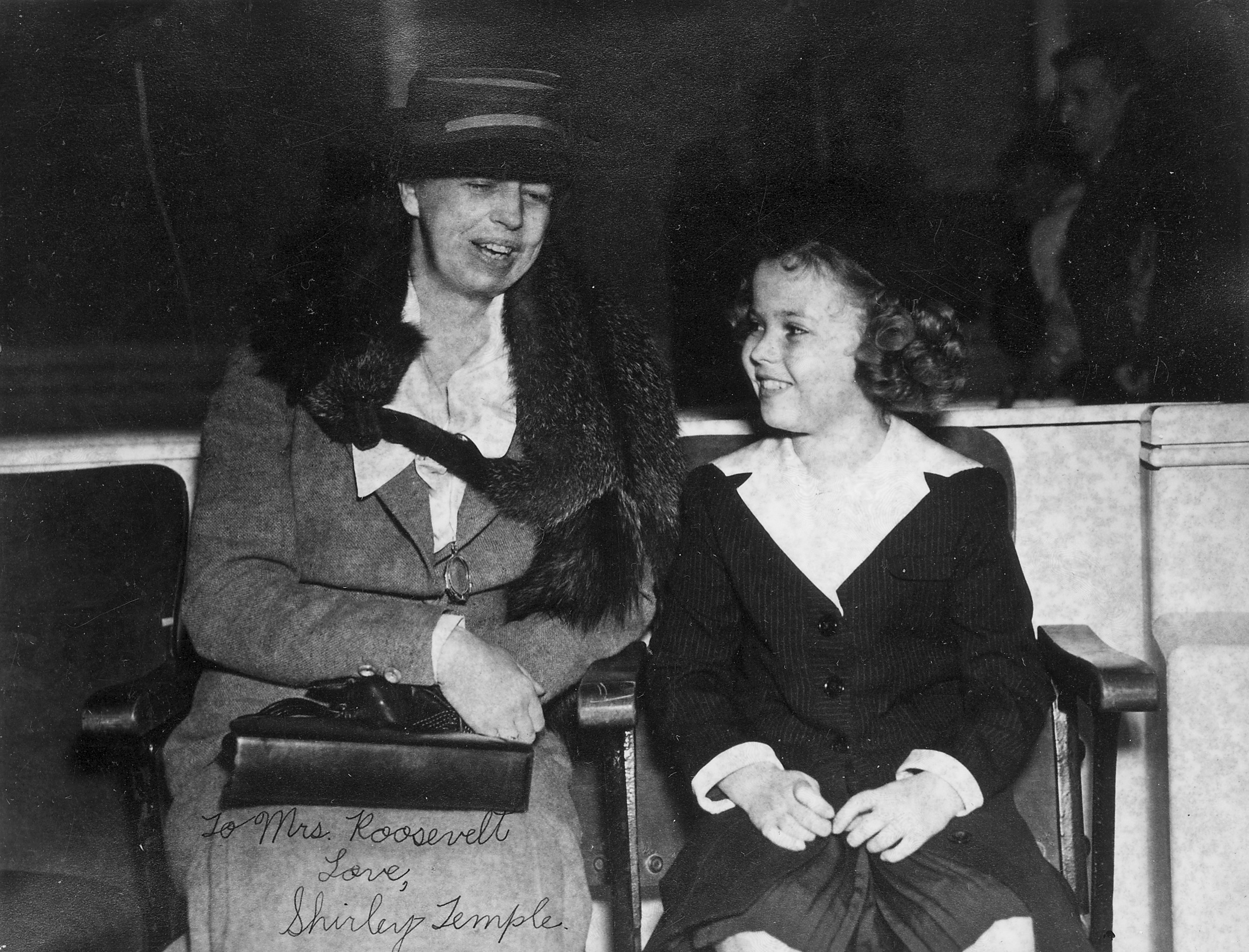
Shirley Temple con Eleanor Roosevelt

Il New Deal impose una visione ottimistica alla produzione cinematografica, per aiutare il paese a risollevarsi dalla crisi. I nuovi divi incarnavano figure più realistiche, non così diverse dalla gente comune e, dopo l'introduzione del Codice Hays (1933-34) meno trasgressive e più disciplinate, legate più a un casto amore che al sesso. Alcuni film come È nata una stella (1937) simboleggiano chiaramente il passaggio tra la vecchia guardia, rappresentata da attori corrotti e alcolizzata, e la nuova guardia, con giovani provenienti dalla provincia che conquistano la celebrità grazie alla loro fortuna e rettitudine morale (da notare, l'accento non viene mai posto sulla bravura, in maniera da facilitare un'identificazione rassicurante da parte del pubblico).
I contratti dei nuovi divi erano più rigorosi, con meno eccezioni, e con regole ferree decise dai produttori. Per contratto i divi dovevano somigliare ai loro personaggi anche nella vita privata ed avevano una "clausola morale", che vietava loro di avere comportamenti illeciti. Erano regolate le indisposizioni, le vacanze, i ritardi sul set, le sedute fotografiche, le scene da rigirare. Ogni trasgressione era sanzionata a vari livelli: multe, sospensioni, prestiti ad altri studios, fino alla stroncatura della carriera, magari con la proposta di parti sbagliate che non permettevano altre scelte, grazie alla complicità coordinata degli altri studios. Buster Keaton per contratto non poteva ridere in pubblico, Sydney Greenstreet non poteva ingrassare. Al divo però era garantito un ruolo preminente nelle pellicole, il nome nei titoli di testa, un numero preciso di primi piani, la scelta di collaboratori stabili di fiducia (costumista, truccatore, parrucchiere) e la libertà su alcune decisioni legate a aspetti marginali dell'immagine. I contratti delle star avevano una durata settennale e garantivano allo studio un parco stabile di personaggi sui quali sviluppare le pellicole. Praticato era il miscasting, cioè l'assegnazione volontaria di ruoli inadatti, usata per abbassare le quotazioni del divo o per tenerlo fermo, prolungando la validità del contratto per inattività (quest'ultima pratica venne sanzionata dal 1944).
Tutti i diritti sull'immagine, sul nome e sulla voce degli attori erano di proprietà degli studios, che potevano anche cederli ad altri, per esempio per pubblicizzare prodotti. Già nel 1934 si assiste alla nascita del merchandise cinematografico con la commercializzazione, a Natale, di una bambola con le fattezze di Shirley Temple.

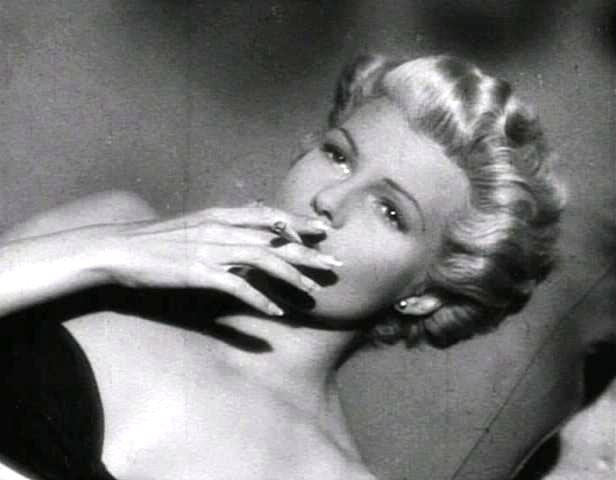
Rita Hayworth in La signora di Shanghai

Un'assoluta eccezione nel panorama delle star disciplinate fu il contratto assolutamente libero e vantaggiosissimo ottenuto da Orson Welles alla Rko Pictures nel 1940: la sua presenza a Hollywood aprì la strada al divismo registico.

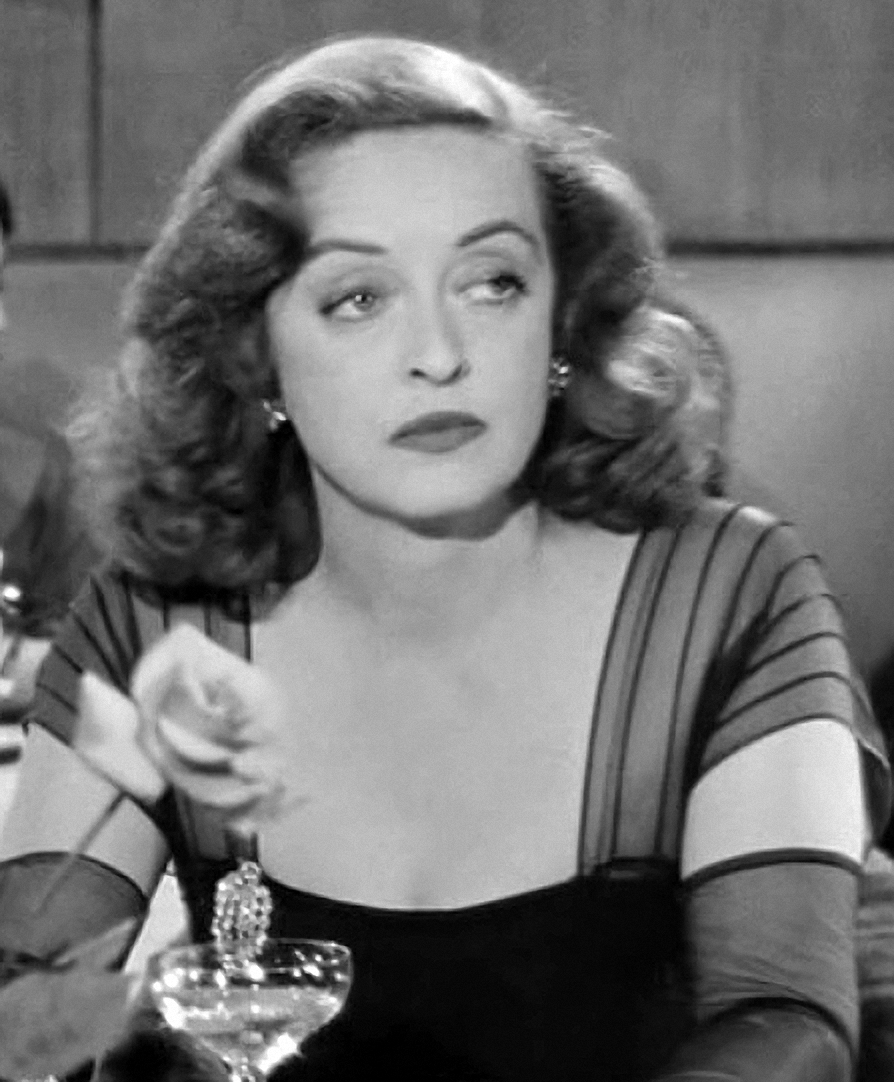
Bette Davis in Eva contro Eva

La crisi del 1948, con la riorganizzazione in seguito alla condanna dell'integrazione verticale della Paramount da parte dell'anti trust, che la obbligò a cedere le sale di sua proprietà, vide la nascita di contratti più brevi con gli attori, per uno o più film soltanto, che diede alle star una maggiore libertà, ma anche una minore certezza di impiego. Negli anni cinquanta il valore di un divo era determinato dal successo commerciale degli ultimi film interpretati. Vengono girati in quell'epoca tre film che riflettono su Hollywood e sui meccanismi, anche spietati, del divismo: Eva contro Eva (Joseph Mankiewicz, 1950), Viale del tramonto (Billy Wilder, 1950) e Cantando sotto la pioggia (Stanley Donen e Gene Kelly, 1952). In questi film la celebrità del divo è una condizione transitoria in perenne minaccia, una falsa promessa di felicità e una fonte di instabilità psichica.
Particolarmente significativo per capire le modalità di creazione e demolizione dell'immagine di una star è il caso di Rita Hayworth ne La signora di Shanghai, (1948), dove venne diretta dall'ex-marito Orson Welles. Fin dalle prime inquadrature del film è ritratta come un perfetto e sofisticato oggetto del desiderio, illuminata da "bagni di luce", che ne evoca un chiarore angelico, anche talvolta in contrasto con l'ambientazione; a lei sono riservati i primi piani più frontali ed evocativi. Le fa da contrapposto il personaggio di Welles, O'Hara, sempre solcato da ombre profonde o in penombra. Quando il personaggio della Hayworth, Elsa, viene smascherato come assassina, la sua immagine viene demolita, prima con specchi deformanti, poi con primi piani oscuri e giganteschi, infine solcata da occhiaie e rughe nell'ultima scena, con espressioni di autentica sofferenza mentre è prostrata a terra.

### Divi nel neorealismo (1945-1955)

Anna Magnani

Col Neorealismo entrano nei film le persone più comuni, attori non professionisti e prestati dalla vita reale. Ma ciò significò anche che gli attori professionisti assumessero uno stile di recitazione il meno professionale possibile, rendendo contigui i personaggi alle loro vere figure. Nasce così un'estetica della sofferenza, con volti smagriti, abiti consunti, capelli arruffati. Ma in queste figure emerge comunque un senso eroico e tragico, che avvicinava mai come prima gli attori agli spettatori, mettendoli sullo stesso piano (si è parlato di "cinema della vicinanza") e rendendo di colpo le distanti figure patinate di Hollywood lontane e artefatte.
Da quella stagione emerse paradossalmente la diva Anna Magnani, che forgiò il suo talento e il temperamento proprio in quella stagione dove si imponeva uno stile il meno professionistico possibile. La sua formazione nei teatri di rivista le diede quel carattere spontaneo, tormentato e anticonvenzionale perfetto per le storie neorealiste. Echi della personalità della Magnani si trovano anche in film non interpretati da lei, ma nei quali i registi vollero costruire un'immagine per le attrici a lei ispirata: Clara Calamai in Ossessione o Sophia Loren ne La ciociara. Ma la consacrazione del suo personaggio è dovuta anche alle corrispondenze tra i suoi personaggi passionari e la cronaca della sua vita reale, che conferma l'indole popolare, indomita, vitale.
La grande differenza tra divismo hollywoodiano e divismo neorealista, che alimenterà i divi del cinema moderno, è che l'immagine dell'attore non viene più costruita in funzione dei personaggi dei film che interpreta, ma viceversa è il temperamento reale dell'attore che dà vita ai personaggi, sfocando il confine tra realtà e finzione.

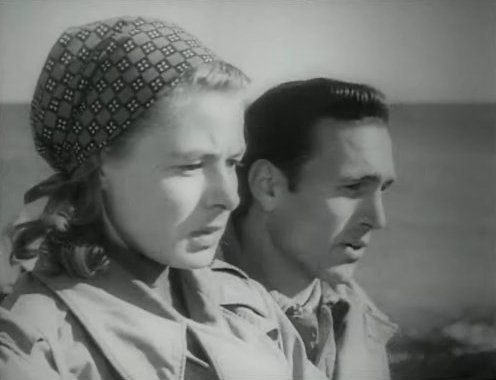
Ingrid Bergman in Stromboli (Terra di Dio)

Più complessa è l'immagine di Ingrid Bergman nei film di Roberto Rossellini, che da perfetta star hollywoodiana subì negli anni in Italia uno stravolgimento di immagine, basato su un sentimento di estraneità che esplora la crisi dell'uomo moderno, tema sviluppato poi nel cinema degli anni sessanta. Ingrid Bergmann, allo scadere del suo contratto settennale con David Selznick, voleva liberarsi della sua immagine stereotipata, legata esclusivamente a ruoli romantici, e scrisse lettere a registi realisti quali Frank Capra, Elia Kazan e Rossellini stesso, che la chiamò a Roma. Qui la Bergmann rovesciò la sua immagine di moglie e madre esemplare, diventando la donna fedifraga e la madre che abbandona la famiglia, incrinando i saldi principi dell'immagine dello star system, che si basavano sulla coerenza tra personaggio e attore. Mentre il consenso attorno a lei si incrina, lei sta passando da un'immagine di ragazza perfetta a quello di donna moderna e inquieta, capace di autodeterminarsi. In Stromboli la sua recitazione incerta e spaesata è anche frutto della tecnica imposta da Rossellini, che non usava necessariamente un copione. La sovversione dell'immagine classica della diva venne approfondita nei film successivi come Europa '51 e Viaggio in Italia, che compongono una "trilogia della solitudine", dove la Bergman sembra pagare con l'emarginazione lo scotto delle sue scelte. Ma attraverso questi film appare l'immagine di una donna reale, finalmente libera dai personaggi, che mostra tutte le sue debolezze e preoccupazioni. Per lei si è parlato di "star dislocata". La sua presenza scenica (alta, bionda, col portamento eretto e fiero) stonano acutamente con il paesaggio e il mondo dei contadini di Stromboli e lei sembra disorientata, disagiata, respinta: essa è simbolo di Hollywood in crisi, in un mondo che di lì a poco rifiuterà i canoni classici americani. Anche lo stile per evidenziare la sua immagine è diverso: non più il primo piano, ma il campo lungo e il piano-sequenza, coi conflitti visivi e i rapporti con lo spazio circostante tipici del cinema moderno.
Ancora più estremo è, per certi versi, l'episodio rosselliniano in Siamo donne (1953) dove la Bergman, nel suo italiano stentato, rivela di aver rubato un pollo parlando direttamente con il pubblico attraverso una grata, come un imputato alla sbarra. "La complicità che Rossellini chiede allo spettatore cinematografico è inaudita. [...] La diva "scende" al suo livello per mostrare la sua inadeguatezza davanti a lui".
Il cinema italiano del dopoguerra quindi colloca l'attore in uno spazio verosimile, a contatto diretto con la realtà: può aderire (come la Magnani) o risultarne estraneo (come la Bergman), in ogni caso da questo rapporto scaturisce la sua garanzia di autenticità e innovazione.

### Le star della Nuova Hollywood (1955-1980)

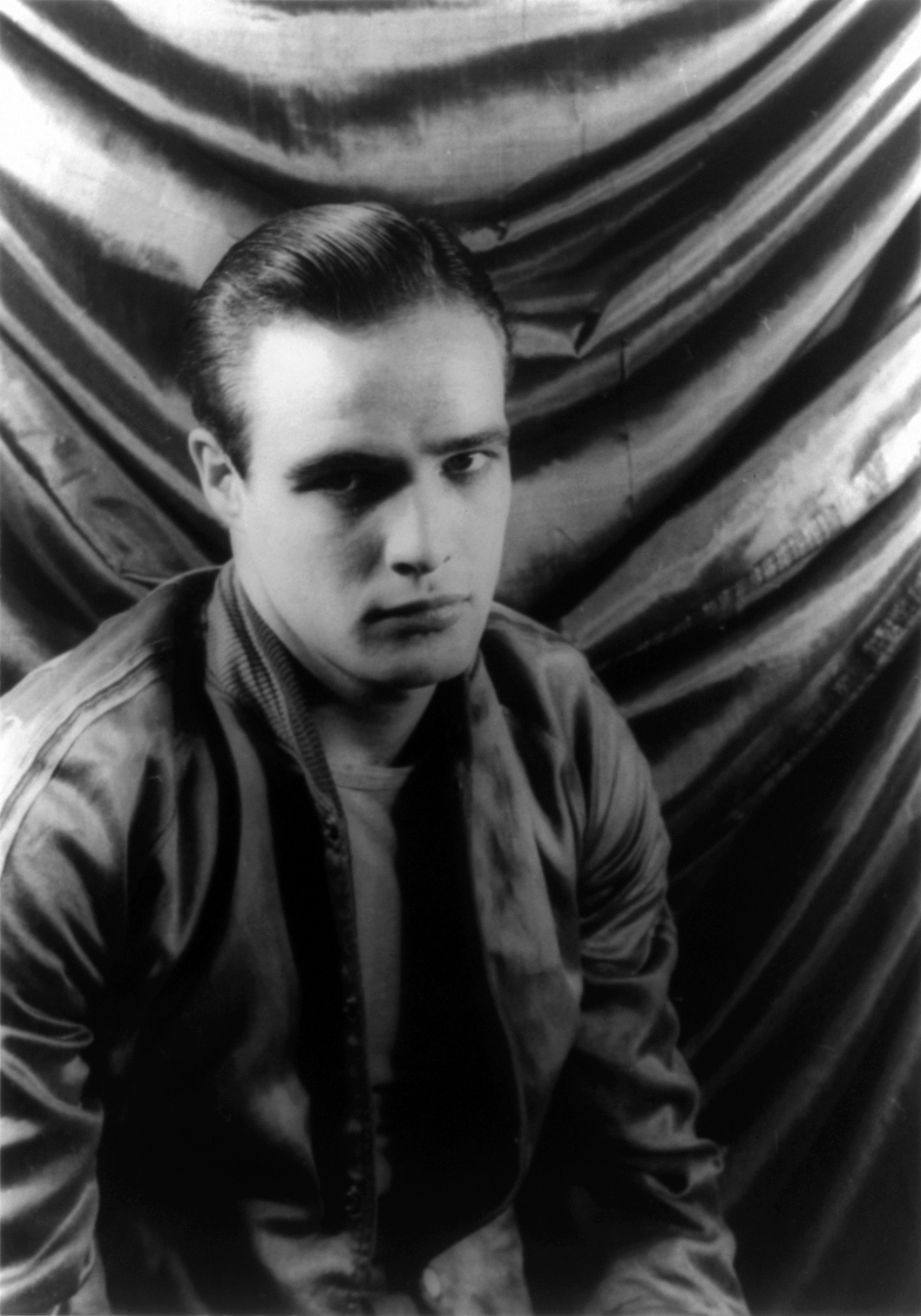
Marlon Brando

Lo stile di recitazione degli attori di Hollywood fu radicalmente rinnovato dall'esperienza dell'Actors Studio (dove si insegnava il metodo Stanislavskij), che sviluppava la loro capacità di recitare "vivendo" sulla propria pelle le storie dei personaggi e facendo scaturire le emozioni dalle esperienze della propria vita trascorsa, in particolare quelle più dolorose e nascoste, e quindi più forti. Questi nuovi divi (fra i quali Marlon Brando, James Dean, Montgomery Clift e Marilyn Monroe furono alcuni tra i primi) cambiarono l'idea di divo presso gli studios, non più come immagini fisse e per lo più stereotipate che garantivano il successo di un film, ma come artisti dell'interpretazione versatile e come persone vere con tutte le loro insicurezze, disagi, virtù e difetti. Sono gli anni anche della sovraesposizione mediatica dei divi, con i canali che moltiplicano e un'attenzione morbosa verso di essi, che si moltiplica anche dopo la morte.
Marlon Brando che ruba la scena alla protagonista Vivian Leigh in Un tram che si chiama Desiderio (Elia Kazan, 1951) è l'icona di un nuovo tipo di attore, iperrealistico, impegnato, controverso, perfettamente calato nel ruolo sia fisicamente che tramite la gamma di espressioni che mette a disposizione del personaggio. Un'innovazione sarà anche la gestione che questi nuovi divi faranno di sé stessi, indipendente dagli studios sia nella scelta dei progetti artistici che nella gestione della propria immagine. Marilyn Monroe, stanca delle pretese della Fox, fondò una casa di produzione indipendente, con la quale fece il suo primo vero film da "attrice", non diva, Fermata d'autobus (di Joshua Logan, 1956). Gli elementi di ribellione saranno uno dei principali motori della rivoluzione giovanile di quegli anni e i nuovi divi incarnavano perfettamente le aspirazioni della nuova generazione, rifiutando l'autorità e le imposizioni.
La seconda generazione dell'Actors Studio (Dustin Hoffman, Jack Nicholson, Al Pacino e Robert De Niro) si spinse ancora oltre, demolendo il mito hollywoodiano della bellezza, all'insegna di tipi sofferenti e nervosi, anticonvenzionali e ambigui, a volte evanescenti. E il pubblico li seguiva, facendo dei loro film pellicole di culto e imponendo la tipologia del cinema indipendente anche a Hollywood: è la New Hollywood. Il cinema degli anni 1970 fu all'insegna dell'antidivo: emarginato, vagabondo, piantato o perdente.

### Divi del cinema moderno (1960-1980)

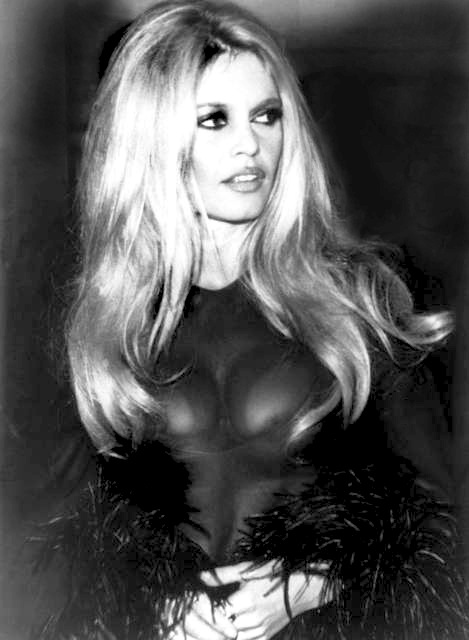
Brigitte Bardot

La Nouvelle Vague fu un momento di grande innovazione, che coinvolse anche i meccanismi del divismo, ma come il Neorealismo, compì una svolta che non poté fare a meno di creare divi e di servirsene. Soprattutto venne ribadito in questa stagione il divismo del regista, che diventa il vero artefice del set e del film intero. Spesso i registi trasferirono su un singolo attore la loro immagine, facendone una sorta di alter ego: celebri sono i casi di François Truffaut e Jean-Pierre Léaud, Jean-Luc Godard e Jean-Paul Belmondo e, in Italia, Federico Fellini e Marcello Mastroianni.
Fellini segnò anche un nuovo rapporto con la star, come descritto nelle celebri scene con Anita Ekberg de La dolce vita e Boccaccio '70: la diva americana arriva a Roma e dà il via a un martellamento mediatico; ma quando incontra Mastroianni, l'uomo comune e il riflesso dell'autore, nasce un confronto a due, che la rende a tratti vicina, a tratti minacciosa.
La massima star del periodo è probabilmente Brigitte Bardot, che impone un nuovo canone di seduzione femminile. Il suo personaggio anticipava la rivoluzione sessuale degli anni Sessanta e suscitò un clamore mediatico straordinario. Tuttavia, la sua immagine non era solo frutto della sua personalità, ma veniva  costruita principalmente attraverso lo sguardo dei registi che la filmavano. È una figura che nasce dal riflesso dello sguardo autoriale, in particolare del regista, che tende a rivendicarne il controllo e la paternità artistica. Simile è il caso di Belmondo e del suo gesto di accarezzarsi le labbra, nato in Fino all'ultimo respiro (1960) come citazione di Humphrey Bogart esclusa da qualsiasi contesto narrativo e ridotta a pura esibizione.
Nel cinema moderno il ruolo del divo-attore entra in crisi e sembra raggiungere un punto di non ritorno con le immagini distrutte e provate dei nuovi attori scaruffati (uno su tutti, il volto di Monica Vitti per Michelangelo Antonioni). Nuovi miti della musica e della televisione iniziano a sostituire i divi cinematografici nell'immaginario collettivo.
Interessante è registrare come però ormai una rottura nell'immagine divistica non sia più percepito come tradimento da parte del pubblico, lasciando agli attori una piena facoltà di scelta espressiva: esempio tipico è la già citata Monica Vitti, che passò con disinvoltura dai ruoli drammatici della prima parte della sua carriera a quelli leggeri e comici della seconda parte.

### L'epoca contemporanea: la terza Hollywood (1980-oggi)

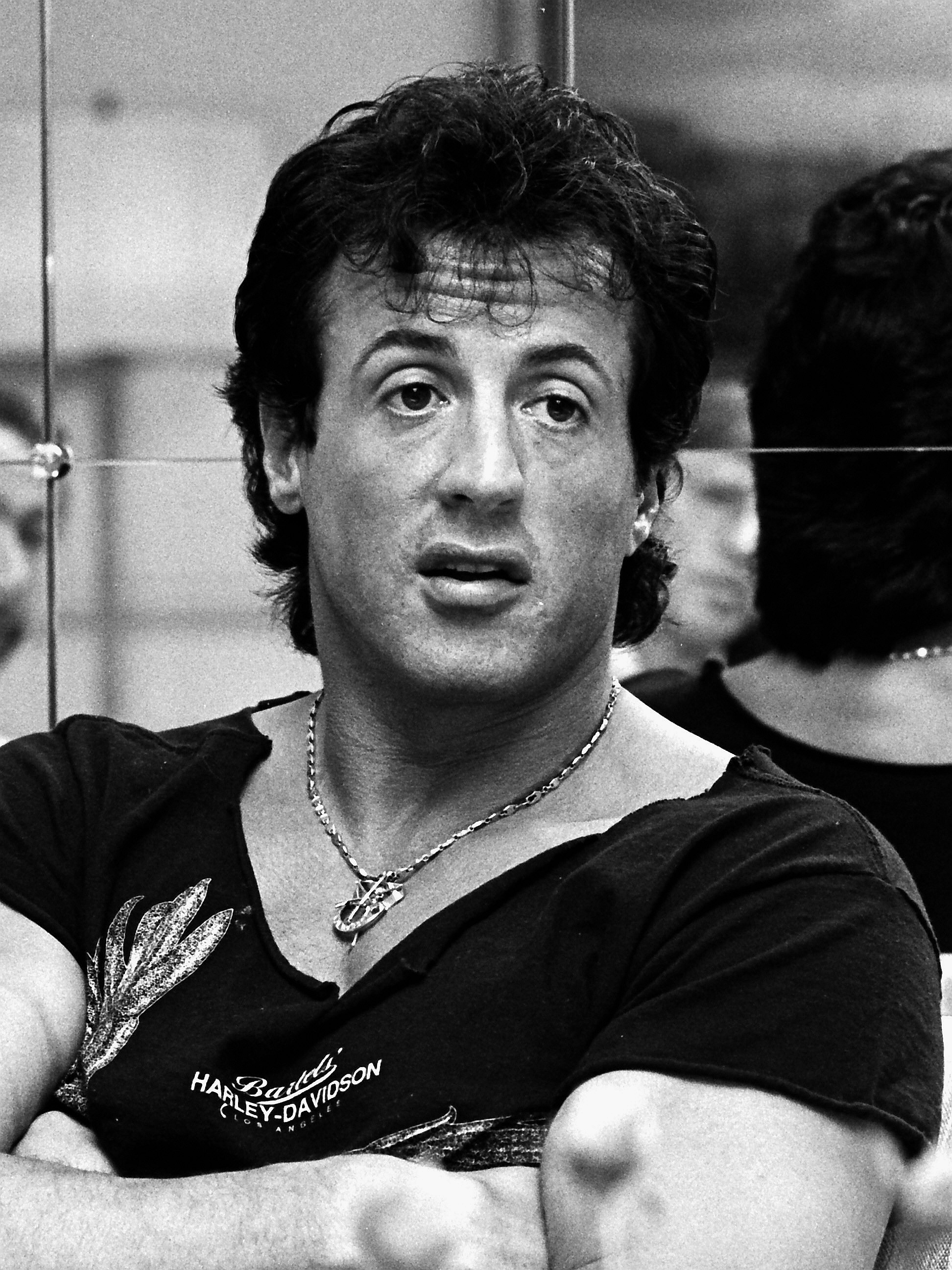
Sylvester Stallone

A partire dagli anni ottanta il mito dei divi cinematografici rinasce, forse aiutato anche da un divo che diventa presidente degli Stati Uniti, Ronald Reagan. La star-strategy rinasce e per la prima volta viene applicata anche a nuovi campi come quello della politica (si pensi anche agli studi di immagine che coinvolsero l'elezione di François Mitterrand nella corsa all'Eliseo). Tornano le star disciplinate e rassicuranti, ben inquadrate in un preciso ruolo che si riflette anche nella loro vita privata. È il caso degli eroi "muscolari" Sylvester Stallone o Arnold Schwarzenegger, protagonisti di saghe dal successo planetario e nuovi miti dell'immaginario collettivo. L'ostentazione della prestanza fisica ne fa uno degli attributi più importanti dell'immagine, che mette in secondo piano perfino la recitazione, sulla quale avevano fondato il proprio mito gli attori della Nuova Hollywood.
La rinata importanza dell'immagine suggella il successo di una produzione prima ancora che si inizi a girare (la presenza di una star è decisa ancora prima del varo cinematografico ed è un elemento essenziale nell'approvazione dei soggetti) e ha rafforzato il valore di mercato dei divi, che ormai sono dei veri e propri marchi (brand), contesi dal mondo della pubblicità.
Nel frattempo, a partire dagli anni 1990, si è sviluppata la tecnologia digitale che consente di manipolare, sostituire o persino creare ex novo l’immagine dell’attore, grazie a tecniche come il motion capture: interi personaggi virtuali possono ormai essere costruiti al computer con estrema precisione e realismo. Negli anni successivi, queste tecnologie hanno continuato a evolversi, fino a raggiungere traguardi sorprendenti nell’ambito della ricostruzione digitale dei volti.
Un esempio emblematico è rappresentato da Harrison Ford, ringiovanito digitalmente nell’ultimo capitolo della saga di Indiana Jones Indiana Jones e il quadrante del destino, 2023), attraverso una sofisticata combinazione di intelligenza artificiale, deep learning e archivi di filmati passati. Questo tipo di intervento apre le porte a un’epoca in cui l’identità visiva di un attore può essere estesa oltre i limiti del tempo biologico, permettendo di interpretare ruoli a qualunque età.
Le implicazioni di queste tecnologie sono profonde e complesse: da un lato, esse consentono di preservare e riutilizzare le fisionomie di attori scomparsi – come già avvenuto, ad esempio, per Peter Cushing nel film Rogue One: A Star Wars Story (2016), o Carrie Fisher nello stesso universo narrativo – dall’altro, pongono interrogativi etici e giuridici sull’identità, la proprietà dell'immagine e il consenso postumo.
In prospettiva futura, l’intelligenza artificiale potrebbe portare alla creazione di attori completamente digitali, indistinguibili dai reali, capaci di recitare con espressioni emotive complesse e risposte credibili. Questo scenario, se da un lato rappresenta un'evoluzione straordinaria del linguaggio cinematografico, dall’altro solleva questioni fondamentali sul ruolo dell’attore umano, sulla tutela del lavoro artistico e sull'autenticità della performance. La distinzione tra il vero e il virtuale diventa sempre più sfumata, ridisegnando radicalmente il confine tra cinema, tecnologia e identità.

## Star del cinema più famose
Nel 1999 l’AFI, all'interno delle sue celebri classifiche, pubblicò la AFI's 100 Years... 100 Stars, in cui veniva indicato Humphrey Bogart come la più grande star del cinema di tutti i tempi. Tuttavia, secondo un altro sondaggio indetto nel 2005 dalla rivista Premiere, il primato spetterebbe a Cary Grant.

### Top 10 dell'AFI (1999)
1. Humphrey Bogart
2. Cary Grant
3. James Stewart
4. Marlon Brando
5. Fred Astaire
6. Henry Fonda
7. Clark Gable
8. James Cagney
9. Spencer Tracy
10. Charlie Chaplin

### Top 10 della rivista Premiere (2005)
1. Cary Grant
2. Marilyn Monroe
3. Tom Cruise
4. John Wayne
5. Ingrid Bergman
6. Paul Newman
7. Julia Roberts
8. Greta Garbo
9. James Stewart
10. Henry Fonda

## Altri campi

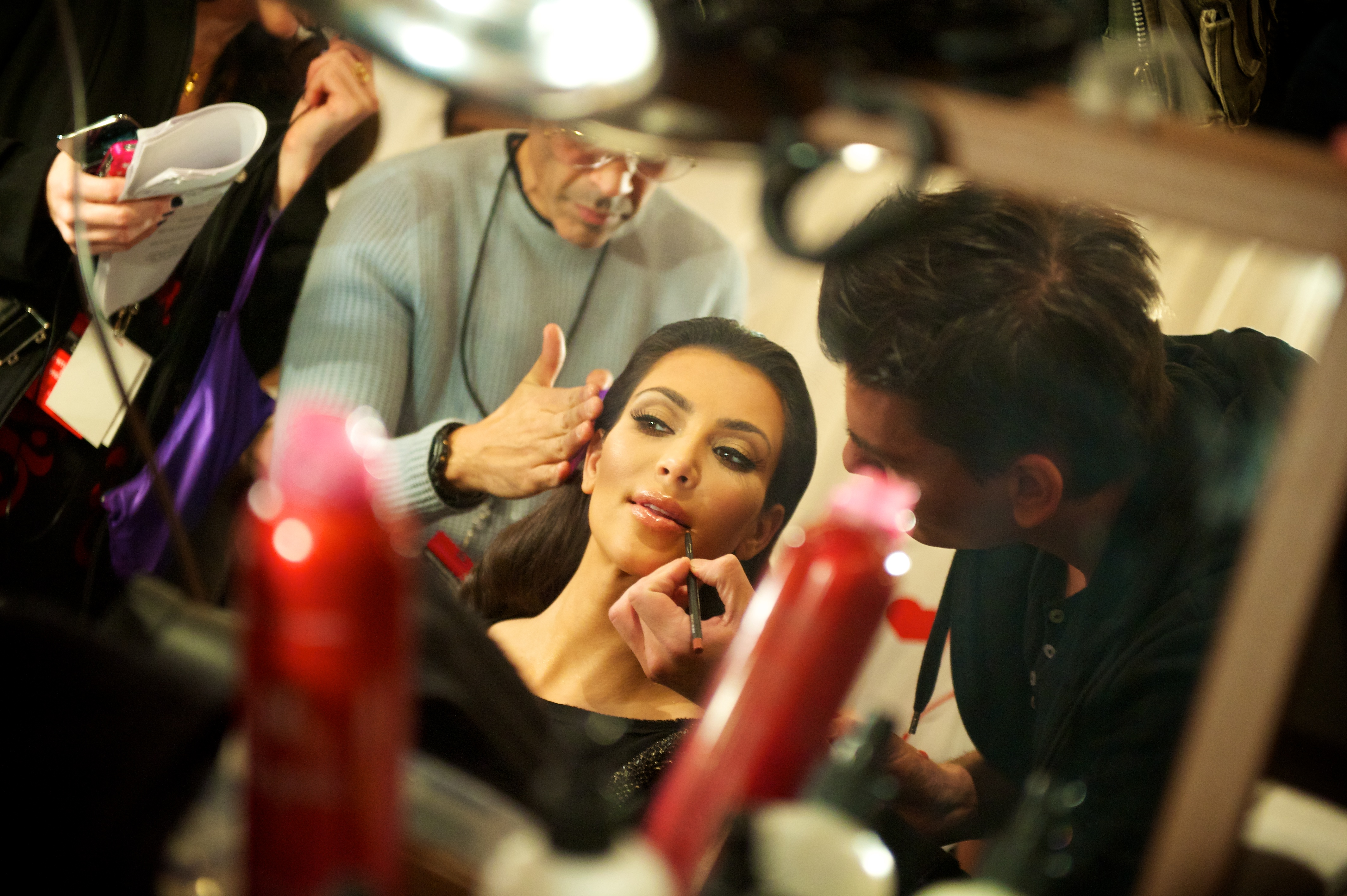
Kim Kardashian, una delle prime star dei social media

Il divismo è un fenomeno ampiamente diffuso anche nei campi della musica, dello sport e della televisione, dove continua ancora oggi a rappresentare uno dei segni più riconoscibili del successo presso il grande pubblico.
Nel corso del tempo, il divismo ha trovato terreno fertile anche nel mondo della moda, affermandosi soprattutto negli anni 1980 e 1990 grazie a celebri top model come Claudia Schiffer, Naomi Campbell, Cindy Crawford e molte altre, divenute vere e proprie icone globali.
Con l’avvento dell’era digitale e, in particolare, dei social media, il concetto di divismo ha subito un’evoluzione significativa. La possibilità di condividere in tempo reale video, immagini e momenti di vita quotidiana ha dato visibilità a una nuova generazione di personaggi, spesso provenienti da ambiti lontani da quelli tradizionalmente associati alle "star".
Attraverso la diffusione capillare di reel, storie e contenuti personalizzati, queste nuove celebrità digitali popolano quotidianamente gli schermi degli smartphone di milioni di utenti. Si attivano così dinamiche tipiche del divismo classico: adorazione, imitazione, identificazione, tanto da generare la nuova figura dell’influencer, capace non solo di attrarre un pubblico vasto e fidelizzato, ma anche di influenzarne gusti, comportamenti e stili di vita, diventando a tutti gli effetti nuovi protagonisti della cultura pop contemporanea.